# B90型核弹

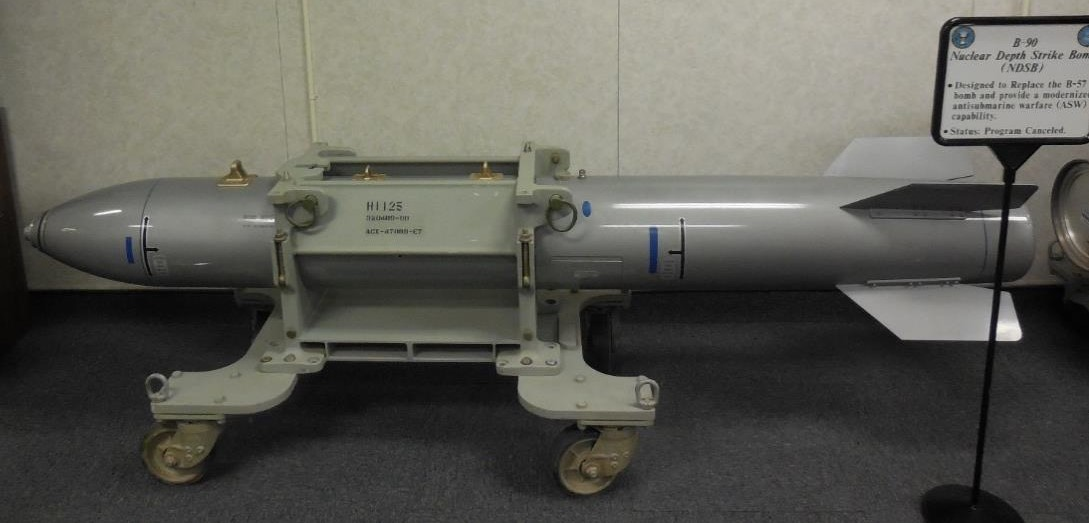
B90深度打击炸弹。

B90核深度打击炸弹（NDSB）是美国在1980年代中后期在劳伦斯利弗莫尔国家实验室设计的氢弹，由于冷战的结束，B90在投入军队服役之前便被取消。  
B90的设计旨在用作海军飞机所用武器，具体来说便是核深水炸弹和对地攻击炸弹。它旨在取代海军此前使用的B57核弹。B90核弹的设计曾进入第3阶段的正式开发工程，并于1988年6月被分配其数字名称。 
B90直径13.3英寸（34厘米），长118英寸（3.0米），重780磅（350公斤）。B90的爆炸当量被描述为20万吨TNT（840TJ）和"低当量"。这可能表明B90是可变当量武器。  
B90于1991年9月与W89和W91核弹头以及AGM-131 SRAM II和SRAM-T导弹型号一起被取消。因此没有B90生产模型被制造，尽管测试单元可能已经建成;美国的核武器试验则一直持续到1992年。 